# بلال فلاح
بلال فلاح (مواليد 4 يناير 1986 في مدينة فيلفورد، بلجيكا) هو مخرج سينمائي وكاتب سيناريو بلجيكي من أصول مغربية.

## الدراسة والبديات
درس بلال في حرم كلية LUCA School of Arts في بروكسل مع صديقه عادل العربي، الذي أصبح شريكا معه في الإخراج السينمائي.
في يونيو 2016، وبعد نجاح فيلمه بلاك، تم ترشيح اسمه من قبل المنتج والممثل جيري بروكهايمر لإخراج النسخة الرابعة من فيلم شرطي بيفرلي هيلز مع شريكه المخرج البلجيكي المغربي عادل العربي. لكن تم إلغاء تنفيذ المشروع واختيارهما للتعاون مع بروكهايمر في النسخة الثالثة من فيلم فتيان أشقياء للأبد من بطولة النجمين ويل سميث ومارتن لورنس.

## أعماله

### أفلام
- 2011 : Broeders (شارك في إخراجه مع عادل العربي)
- 2014 : Image (شارك في إخراجه مع عادل العربي)
- 2015 : Black (شارك في إخراجه مع عادل العربي)
- 2018 : Patser (شارك في إخراجه مع عادل العربي)
- 2020 : فتيان أشقياء للأبد (شارك في إخراجه مع عادل العربي)
- 2022: Rebel المتمرد (شارك في إخراجه مع عادل العربي)

### مسلسلات
- 2012 : Bergica (أيضا كممثل)

### فيديو كليبات
- 2014 : أغنية "03" لمجموعة "NoMoBS" البلجيكية (شارك في إخراجه مع عادل العربي)
- 2016 : أغنية "Melody" للمغني ديميتري فيغاس ولايك مايك يمشاركة ستيف أوكي وأوميت أوزجان(شارك في إخراجه مع عادل العربي)
- 2018 : أغنية "When I Grow Up" للمغني ويز خليفة  (شارك في إخراجه مع عادل العربي)

## وصلات خارجية
- بلال فلاح على موقع IMDb (الإنجليزية)
- بلال فلاح على موقع ألو سيني (الفرنسية)
- بلال فلاح على موقع أول موفي (الإنجليزية)
- بلال فلاح على موقع قاعدة بيانات الفيلم (الإنجليزية)
- بلال فلاح على موقع كينوبويسك (الروسية)

لم يتم العثور على روابط لمواقع التواصل الاجتماعي.